# 当皮埃尔 (卡尔瓦多斯省)
当皮埃尔（法語：Dampierre，法語發音：[dɑ̃pjɛʁ] ⓘ）是法国卡尔瓦多斯省的一个旧市镇，属于维尔区。2017年，塞特旺与临近的3个市镇合并为新市镇瓦勒德德龙。

## 地理
当皮埃尔（49°2'36"N, 0°52'9"W）面积5.26 平方千米，位于法国诺曼底大区卡爾瓦多斯省，该省份为法国西北部沿海省份，北濒大西洋英吉利海峡，东北与滨海塞纳省以海上边界相接，东临厄尔省，南至奧恩省，西与芒什省接壤。
与当皮埃尔接壤的市镇（或旧市镇、城区）包括：圣让德塞萨尔捷、圣旺德伯萨斯、塞旺、勒佩龙、普拉西-蒙泰居。

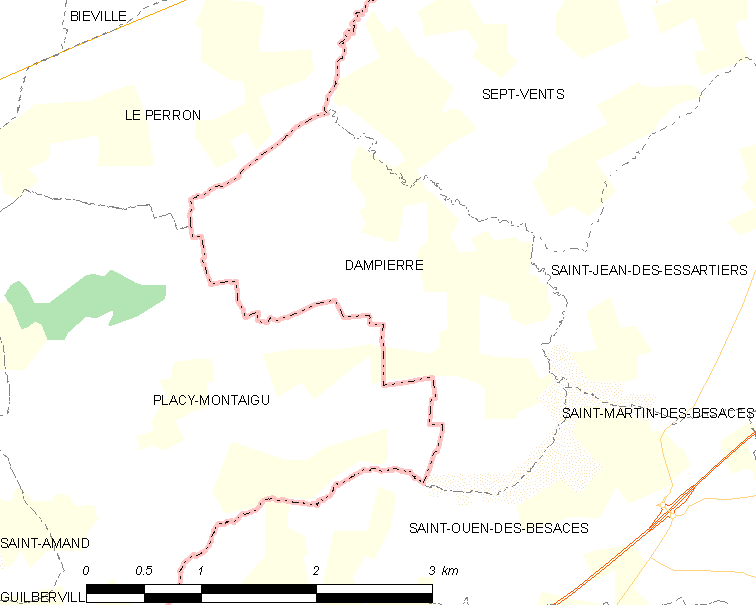
的OSM定位图

当皮埃尔的时区为UTC+01:00、UTC+02:00（夏令时）。

## 行政
当皮埃尔的邮政编码为14350，INSEE市镇编码为14217。

## 政治
当皮埃尔所属的省级选区为莱蒙多奈县。

## 人口

1962-2008年间人口变化图示

当皮埃尔于2018年1月1日时的人口数量为132人。